# Australien beim Junior Eurovision Song Contest
Teilnehmende Rundfunkanstalt
 (2015–2016),
 (2017–2019)
Erste Teilnahme
2015
Bisher letzte Teilnahme
2019
Anzahl der Teilnahmen
5 (Stand 2019)
Höchste Platzierung
3 (2017), (2018)
Höchste Punktzahl
202 (2016)
Niedrigste Punktzahl
64 (2015)
Punkteschnitt (seit erstem Beitrag)
152,00 (Stand 2020)
Punkteschnitt pro abstimmendem Land im 12-Punkte-System
3,06 (Stand 2015)
Dieser Artikel befasst sich mit der Geschichte Australiens als Teilnehmer am Junior Eurovision Song Contest.

## Vorentscheide
2015 und 2016 wählte der SBS seine Beiträge intern aus. 2017 übernahm die ABC die Verantwortung und blieb bei diesem Verfahren. Ein Vorentscheid wurde bisher nicht eingerichtet.

## Teilnahme am Wettbewerb
Am 7. Oktober 2015 wurde die finale Teilnehmerliste des JESC 2015 und gleichzeitig die Teilnahme Australiens bekanntgegeben. Die Show wurde zwar live übertragen, jedoch gab es aufgrund der Zeitverschiebung kein Televoting. Beim Debüt im Jahr 2015 erreichte Australien einen 8. Platz mit 64 Punkten. Im darauffolgenden Jahr 2016 wurde Australien Fünfter mit 202 Punkten. 2017 erreichte Isabella Clarke den dritten Platz für Australien. Auch 2018 belegte Australien Platz 3. 2019 schaffte man es mit Platz 8 erneut unter die ersten Zehn. Damit zählt Australien seit seinem Debüt zu den erfolgreichsten Ländern des JESC. Jeder Beitrag schaffte es bisher immer unter die ersten Zehn. Für 2020 sagte Australien wie Nordmazedonien, Italien, Irland, Portugal, Albanien und Wales seine Teilnahme aufgrund der andauernden Covid-19-Pandemie ab.

## Liste der Beiträge
| Jahr      | Interpret                | Titel (Musik / Text)                                                               | Sprache                  | Übersetzung              | Platz Teilnehmer (gesamt) | Punkte                   |
| --------- | ------------------------ | ---------------------------------------------------------------------------------- | ------------------------ | ------------------------ | ------------------------- | ------------------------ |
| 2015      | Bella Paige              | My Girls (Delta Goodrem, Mitch Allan, Vince Pazzinga)                              | Englisch                 | Meine Mädchen            | 8 / 17                    | 64                       |
| 2016      | Alexa Curtis             | We Are (Ali Tamposi, Tania Doko, Boi-1da (Matthew Samuels))                        | Englisch                 | Wir sind                 | 5 / 17                    | 202                      |
| 2017      | Isabella Clarke          | Speak Up! (Toby Chew Lee, Cameron Hollywood Nacson, Chloe Papandrea, Jess Porfiri) | Englisch                 | Heraus mit der Sprache   | 3 / 16                    | 172                      |
| 2018      | Jael Wena                | Champion (MSquared (Michael Paynter, Michael Delorenzis, Grace Laing))             | Englisch                 | Sieger                   | 3 / 20                    | 201                      |
| 2019      | Jordan Anthony           | We Will Rise (Jordan Anthony, MSquared (Michael Paynter, Michael Delorenzis))      | Englisch                 | Wir werden aufsteigen    | 8 / 19                    | 121                      |
| seit 2020 | Auf Teilnahme verzichtet | Auf Teilnahme verzichtet                                                           | Auf Teilnahme verzichtet | Auf Teilnahme verzichtet | Auf Teilnahme verzichtet  | Auf Teilnahme verzichtet |

## Punktevergabe
Folgende Länder erhielten die meisten Punkte von Australien oder vergaben die meisten Punkte an Australien:
| Die meisten vergebenen Punkte | Die meisten vergebenen Punkte | Die meisten vergebenen Punkte |
| Platz                         | Land                          | Punkte                        |
| ----------------------------- | ----------------------------- | ----------------------------- |
| 1                             | Malta                         | 51                            |
| 2                             | Belarus                       | 39                            |
| 3                             | Georgien                      | 38                            |
| 4                             | Armenien                      | 36                            |
| 5                             | Russland                      | 23                            |

| Die meisten erhaltenen Punkte | Die meisten erhaltenen Punkte | Die meisten erhaltenen Punkte |
| Platz                         | Land                          | Punkte                        |
| ----------------------------- | ----------------------------- | ----------------------------- |
| 1                             | Georgien                      | 52                            |
| 2                             | Niederlande                   | 49                            |
| 3                             | Polen                         | 45                            |
| 3                             | Russland                      | 45                            |
| 5                             | Ukraine                       | 43                            |

Stand: 2019